# Инволуција (математика)
Инволуциона трансформација (Лат. involutio - увијање) је трансформација тачака у равни (простора) чија поновна примена даје идентичку трансформацију. Инволуциона трансформација се краће назива инволуција.
Примери
- Симетрија (централна и осна);
- Инверзија;
- Поларна трансформација.